# Saint-Frichoux
Saint-Frichoux är en kommun i departementet Aude i regionen Occitanien  i södra Frankrike. Kommunen ligger  i kantonen Peyriac-Minervois som ligger i arrondissementet Carcassonne. År 2022 hade Saint-Frichoux 225 invånare.

## Befolkningsutveckling
Antalet invånare i kommunen Saint-Frichoux
Referens: INSEE